# Српска устаничка војска 1804—1817.
Настанак и развој српске устаничке војске у периоду Првог и Другог српског устанка обухвата неколико фаза: период нахијских господара (1804—1806), период народне устаничке војске (1807—1813) и период кнеза Милоша (1815—1830). У току борби Срби су поставили основе државне организације и створили језгро стајаће војске, издата су прва војна правила, устројени чинови, на границама су подигнута утврђења, у Београду тополивница, а у унутрашњости барутане. Упркос поразу и предаји из 1813, Срби су већим делом сачували драгоцено ратно искуство, војну организацију и искусне старешине народне војске, захваљујући којима је извојевана победа у Другом српском устанку 1815. и започето ослобођење Србије од Турака.

## Српска народна војска београдског пашалука (1797—1802)
После пораза у аустро-турском рату 1788—1791. Порта је, по одредбама Свиштовског мира, у београдском пашалуку укинула читлучење, јаничарима је забрањен повратак, а за београдског везира постављен је 1793. присталица султанових реформи Хаџи Мустафа-паша. Ферманима од 1793/94. потврђени су ранији органи српске самоуправе: по селима кнезови, а у кнежинама (неколико села) обор-кнезови. Ферманом из 1796. уведени су нахијски (окружни) кнезови, висина спахијског намета и обавезе према паши су утврђене, а Турцима је забрањен улазак у српска села; уместо ранијих закупаца, скупљање пореза вршили су кнезови, а делимично и судску и управну власт у својим кнежинама. Захваљујући порасту трговине са Аустријом (нарочито стоком), на српском селу настао је слој имућних трговаца.
Јаничари протерани из београдског пашалука преузели су власт у Видину и одметнули се од централне власти; пред том опасношћу Порта је већ крајем 1793. била принуђена да укључи српску рају у борбу против јаничара. 1797. створена је српска народна војска под командом српских старешина на челу са Станком Арамбашићем, која је крајем априла 1797. имала под оружјем око 15.000 људи (крајем 18. века београдски пашалук имао је око 500.000 становника).
Француски напади на турске поседе (заузимање Крфа и Јонских острва 1797-99, Наполеонов напад на Египат 1798) и немири у Грчкој и Албанији принудили су Порту да почетком 1799. дозволи јаничарима повратак у београдски пашалук, а вођа одметника Пазван-оглу званично је постављен за видинског пашу. До фебруара 1802. јаничари предвођени дахијама узурпирали су сву власт у београдском пашалуку и завели терор над становништвом: по селима су постављене субаше ради гушења локалне самоуправе, укинуте су све српске повластице и повећане дажбине, док су султанове присталице и спахије протеране из Београда.

### Однос снага пред устанак
По градовима и паланкама дахије су поставиле своје старешине с оружаном пратњом од 20 до 30 јаничара; у сваком селу било их је неколико, а у хановима паланки и многих села смештане су посаде од 10 до 15 људи. У Београду је било нешто преко 1.000 јаничара.
Срби у београдском пашалуку пред устанак нису имали организоване војне снаге - српска народна војска је распуштена, али људство које је служило у њој, у фрајкору (посебно у Кочиној крајини) и хајдуци биће језгро будуће устаничке војске.

## Устаничке оружане снаге 1804—1806.
У периоду 1804—1806. оружане снаге српских устаника састојале су се већином од добровољаца - виђенијих људи (већином трговаца) и њихових наоружаних слугу (момака), уз нешто хајдука и бивших фрајкора. Оружје и опрема били су лична својина бораца, старешине су бирали сами војници, а тактика је била углавном дефанзивна - одбрана шанчева и пољских утврђења на правцима турских напада.

### Буна против дахија

#### Шумадија
Сазнавши из ухваћених писама о везама српских кнезова са Аустријом и припремама за устанак, дахије су 4. фебруара 1804. започеле сечу кнезова - покољ истакнутијих Срба: трговаца, кнезова, свештеника, посебно оних који су се истакли у народној војсци (у борби против јаничара), у Кочиној крајини и у фрајкору. У одговор, Карађорђе је са Станојем Главашем дигао народ у Шумадији, попалио турске ханове, а Турке, који су се затекли у селима, натерао да се повуку у градове. После првих успеха, део вођа и устаника из Шумадије је 14. фебруара у Орашцу изабрао Карађорђа за вођу.
Аганлија је са око 400 јаничара кренуо 21. фебруара на Шумадију, али је три дана касније потучен у бици код Дрлупе, што је подигло морал устаника: Карађорђе је већ 18. марта ослободио Рудник, а у априлу је потукао јаничаре код Баточине. Крајем априла 1804. цела Шумадија била је ослобођена, а Карађорђеве чете примакле су се Београду и опселе Смедерево.

#### Западна и источна Србија
У западном делу београдског пашалука устанак су организовали Јаков и Матеја Ненадовић; устанак се брзо раширио и захватио целу Колубару, Тамнаву и Посавину; 18. марта устаничке чете заузеле су и запалиле Ваљево, потом опселе Шабац, спалиле варош и сатерале Турке у тврђаву. Опседнутим Турцима упутили су појачања јаничари из Босне: ове снаге су крајем априла потукле групу устаника под командом Јакова Ненадовића код манастира Чокешине, али се Шабац ипак предао почетком маја и главнина устаника пребацила се под Београд.
У исто време у источној Србији, у априлу и мају устаничке чете под командом Миленка Стојковића, Петра Добрњца, Ђуше Вулићевића и Стојка Кривокуће ослободиле су сва села између Велике Мораве и Тимока, и опселе Пожаревац, који се крајем маја предао Карађорђу.

### Обједињавање устаничких снага
На Карађорђев позив састале су се 6−15. маја 1804. у Остружници старешине из ослобођених крајева на договор о даљем развоју устанка и организацији нове власти. Док је скупштина заседала, 10. маја у Земуну су, под аустријском заштитом, одржани неуспели преговори са представницима дахија; српску страну заступали су Карађорђе, Матеја Ненадовић и Јанко Катић. На скупштини у Остружници одлучено је да се борба настави, затражи помоћ од Аустрије и Русије, и да сваки старешина у својој области (нахији или кнежини) прикупи способно људство за војску, организује власт, остави потребну војну посаду и са прикупљеном војском дође под Београд.

### Организација војске

#### Бројно стање
Након скупштине у Остружници, Карађорђе је од већине старешина на делу признат за вођу устанка: од почетка маја 1804. он се потписује као врховни војвода, командант од Србије, вожд. Све устаничке вође Карађорђе је признао за војне старешине. У првим устаничким јединицама налазили су се најодважнији људи прикупљени око народних старешина, затим припадници народне војске, хајдуци, добровољци из фрајкора и Кочине крајине. Многи Срби из Аустрије, међу којима је било и официра, прешли су још у почетку устанка у Србију и знатно појачали устанике, нарочито старешински кадар. Број устаника касније се повећавао и обавезом, по принципу - свака кућа даје момка. Тешко је установити бројну јачину устаничке војске. Средином 1804. код Београда је највероватније било концентрисано око 16.000 устаника; поред тога известан део војске остао је по нахијама. Створене су устаничке војске у Шумадији око Карађорђа и Станоја Главаша, у Колубари око Јакова Ненадовића, а у Поморављу око Миленка Стојковића. Прота Матеја Ненадовић у својим Мемоарима процењује да је Београдски пашалук 1804. могао од подигне до 70.000 Срба способних за оружје (према око 15.000 Турака).

#### Старешине
Брзим ширењем устанка војска је од наоружаног народа и хајдучких чета прерастала у милицијску (народну) војску. Војници нису били стално под оружјем, већ су прикупљани по потреби. Јединице су формиране по територијалном принципу. Свака нахија формирала је војску која је носила њен назив и била под командом бимбаше. Свака нахија имала је по неколико кнежина (срезова), које су формирале батаљоне под командом буљубаша. Ти официрски чинови били су турски, остали из српске народне војске из 1797. У почетку устанка свако село имало је по једног војног старешину - подбуљубашу, званог и мали буљубаша или двајесник; већа села имала су по више подбуљубаша, од којих је сваки командовао са 10 до 20 људи.
У почетку устанка било је великих војвода или господара, који су под својом влашћу имали више нахија и војвода (Јаков Ненадовић, Милан Обреновић, Миленко Стојковић и Петар Добрњац). Старешине су биле, претежно, имућнији људи, углавном сточарски трговци који су се обогатили још за време турске власти. Војска је у почетку сама бирала старешине (по речима Вука Караџића, говорило се да их је изабрао народ, а заправо су их изабрале велике војводе и господари ), а касније их је постављао Карађорђе, самостално или у договору са Совјетом.

#### Оружје и опрема
Војници су се хранили код својих кућа, а кад су били далеко од свог краја, храну су им од куће носили посебно одређени људи, звани коморџије, или су се хранили о народном трошку. Приликом доласка у војску носили су собом храну за два до три дана, преобуку и поњаву, а често и оружје. Одело је било лична својина војника. Од одела устанички војник носио је углавном народну ношњу, која је подразумевала чакшире, кошуљу, појас око струка, гуњ или јелек, опанке од обуће, а на глави су се носили црвени фес или шубара. Неки војници су попут Миленка Стојковића на глави носили капу крушкару. Војници су такође пуштали дугу косу, и плели је у перчин, за разлику од Турака који су бријали главе. Оружје је у почетку било разнородно, а било их је само са секиром и косом или мотиком. Пуну опрему чинили су дуга пушка кремењача, два пиштоља (кратке пушке или кубуре) и велики нож (јатаган) или сабља, а неки коњаници имали су и копља. Комплетну опрему имали су само имућнији војници; већина је била наоружана само пушком и ножем или јатаганом. Неки од устаничких вођа поред унифoрми носили су токе, тј тадашње панцире. Поред Стојана Чупића, познато је да је Узун Мирко Апостоловић на црвеној долами носио токе од 24 плоче, четири горње веће и дванаест доњих мањих. Терет издржавања војске у току читавог устанка падао је скоро искључиво на српски народ, уз нешто новчане помоћи из Русије и од Срба у Аустрији.

#### Шанчеви
Од 1804. године и збацивања дахија, устаници су се суочили са проблемом ратовања са Османском царевином и њеним регуларним снагама. Територија Београдског пашалука је у то време практично била окружена Турском царевином са истока, југа и запада. Османска царевина је тада бројала више десетина милиона становника, док је устаничка територија бројала само око 400 хиљада хришћана. То је значило да је Порта могла на устанике да пошаље војске из различитих делова царства, чији би број превазилазио устаничке људске ресурсе. Схватајући да је инфериорност у људству највећи недостатак устаничке војске и да Османска царевина у том погледу превазилази устанике, српске старешине су се одлучиле на израду и употребу земљаних шанчева са палисадима. Прва битка у којој су коришћени шанчеви био је бој на Свилеуви, док је прва битка царске војске и устаника на Иванковцу потврдила тезу о шанчевима, будући да су у овом бој Срби користили шанчеве а Турци не. Следеће велике битке Мишарска и Делиградска потврдиће такође ову тезу, јер Срби и у овим бојевима користе шанчеве, а Турци не. У наредним окршајима и Срби и Турци су у зависности од ситуације у бојевима копали шанчеве. Последња битка Другог српског устанка бој на Дубљу била је задњи пут да су шанчеви коришћени, овога пута само од стране Турака, а не од стране Срба.

### Организација власти
Организација власти није спровођена јединствено, по унапред утврђеном ставу, већ је израстала ширењем устанка. Задржани су стари (турски) органи локалне (кнезови, оборкнезови и кметови), али су све мање имали стварну власт. Њу узимају нове војне старешине, које израстају у оружаној борби ван цивилне организације. У суштини, био је то сеоски трговачки слој (зачетак српске буржоазије, односно капитализма), који се могао даље развити само разбијањем турских феудалних оквира. Тако су српске старешине већ у новембру 1804. формирале Правитељствујушчи совјет сербски, врховни орган нове, устаничке власти.

## Устаничке оружане снаге и тактика 1807—1813
У периоду 1807-1813. буна против дахија прерасла је у рат против турске царевине, а устаничке чете прерасле су у народну војску: уведена је војна обавеза, организована производња оружја у Србији и заведена војна дисциплина, обука и команда по европским узорима (углавном руским).

### Стајаћа војска и најамници
На основу искустава из првих година рата, а упоредо са развојем устаничке власти, развијале су се и устаничке оружане снаге. У 1807. посебним одредбама јасније је дефинисана обавеза служења у војсци, а крајем 1808. Совјет је одлучио да реорганизује војску, тј. организује стајаће (регуларне) јединице. На основу те одлуке Карађорђе је 22. децембра 1808. издао наређење нахијским командантима о формацији, попуни кадром и другим потребама стајаће војске. У ослобођеном Београду је образован батаљон пешадије и батерија топова, а у нахијама по две чете стајаће војске. Но, суочено са многим недаћама (вођење рата, помањкање наоружања, опреме, сатарешинског кадра), устаничко вођство није успело да до краја спроведе свој план реорганизације војске.
Основа оружаних снага до краја устанка била је народна војска (око 50.000 људи). Њена организација из првих дана устанка се под руским утицајем касније знатно изменила. Војска се делила на три основна рода - пешадију, артиљерију и коњицу. Пешадија је формирана у водове, чете и батаљоне, артиљерија у батерије, а коњица у одељења, водове и ескадроне. Поред народне и стајаће војске, постојале су јединице под платом - најамници у служби појединих старешина (момци) или као посада важнијих места и утврђења (бећари); од 1808. уведени су и нови европски чинови.

### Производња оружја
Оскудица у наоружању била је стални пратилац устаничке војске. Оно је отимано од Турака и у првим годинама рата, углавном, куповано из Аустрије, а доцније, претежно, израђивано у Србији. Топови су ливени у Србији, у тополивници у Београду, а барут је прављен у барутанама у Страгарима, Ваљеву и Манасији; постојале су и радионице за оправку оружја. Устаници су 1808. имали око 30 топова, а у последњој години устанка чак 378, од којих 287 позицијских (у тврђавама).
Као тобџибаша тј. главни официр за топове и тополивац, спомиње се Тома Милиновић Морињанин.

### Војна обука
Обука војске изводила се још од првих дана устанка; вежбало се по нахијама и у логорима, између ратних операција. Топола је била центар у којем се увек налазио део војске - као резерва или на обуци. Обука је у прво време извођена по аустријским правилима, под надзором бивших аустријских официра или Срба који су служили у фрајкору. Доцније, од 1807, када је у Србију дошла руска војска, обука је, углавном, вршена под надзором руских инструктора и по руским правилима. Уопште, у последњим годинама устанка, устаничка војска је у погледу организације, дисциплине и команде била под јаким руским утицајем: тако је Хајдук-Вељко у Неготину о свом трошку формирао мали одред козака - коњаника-копљаника обучених по руском узору. Прва српска војна правила - Учење војничко са цртежима (издато 1808), друго проширено из 1813. и Воени устав (издат 1813) - рађена су по руском узору.

### Тактика
Да би одолели турској бројној надмоћности, устаници су се врло обилно користили утврђивањем, подизали су пољске фортификацијске објекте (шанчеве-редуте): Мишар, Иванковац, Равње и друге. Најпознатије утврђење сталног типа био је Делиград. Главна српска утврђења имала су грудобран од око 2 м висине и дебљине. У важним утврђењима подизане су земунице (бурдељи) за становање посаде и барутни магацини. Шанчеви су камуфлирани. Ван шанца је увек остављан део војске (обично коњица) за слободно маневрисање.
Специфични услови ратовања (карактер устаничке војске, однос снага, познавање оружја и муниције и друго) дали су, поред руског и аустријског утицаја, посебна обележја тактици устаника. Све важније борбе вођене су на утврђеним положајима или око насељених места, у којима су се устаници, најчешће, врло успешно служили маневром (пребацивањем снага), да би непријатеља обухватили са крила, или да би га извукли из утврђења и навели да подели снаге. Пре боја вршено је извиђање, употребљаване су уходе, протуране лажне вести. У сусретним бојевима пешадија је обично дејствовала расуто (стрељачким стројем). Сваки борац користио се најзаклоњенијим правцем, а носио је и проштац којим се заклањао од непријатељског зрна. Јуриш је вршен ројем (у гомили), а у борби прса у прса употребљаван је јатаган, кундак, пиштољ, а од 1807. и бајонет на пушци. Коњица је јуришала у роју (гомилом), а у борби прса у прса борила се сабљом, пиштољем, копљем.

### Стратегија
Иако је војна организација и тактика устаника знатно напредовала у периоду од 1804. до 1813, њихова стратегија остала је условљена регионалним карактером народне војске, која је до краја устанка чинила већину оружаних снага: била је то скупина слабо повезаних одреда наоружаних сељака, који су бранили своја села и породице, предвођена локалним старешинама. Таква војска могла је упорно бранити свој крај, али се лако расипала на вести о поразу у другим деловима земље, јер су борци хитали да склоне породице у збегове. Локализам устаника и старешина био је један од главних узрока српског пораза 1813 (други је био заузетост Аустрије и Русије у Наполеоновим ратовима): старешине нису скратиле фронтове и повукле снаге у планине (чиме би напустили села, што би довело до расула у војсци), већ су упорно браниле подручја у којима су имале власт. И унутрашње политичке борбе (или, како Вук Караџић каже, отимање ондашњијех великаша око власти у Совјету) и лични сукоби међу старешинама ослабили су и онако недовољну сарадњу појединих делова устаничке војске.

## Војска кнеза Милоша
Упркос поразу и предаји устаника из 1813, Срби су већим делом сачували драгоцено ратно искуство, војну организацију и искусне старешине народне војске, захваљујући којима је извојевана победа у Другом српском устанку 1815. и започето ослобођење Србије од Турака. Пошто је већина водећих старешина напустила земљу 1813, организација нове борбе пала је кнеза Милоша Обреновића и ниже старешине народне војске који су остали у земљи; неколико избеглих старешина, на челу са Матејом Ненадовићем и Петром Молером, вратили су се у Србију одмах по избијању устанка 23. априла 1815. Након неколико мањих победа (Љубић, Палеж, Дубље) и дугих и успешних преговора, кнез Милош је већ 25. октобра склопио примирје са новим београдским везиром Марашли Али-пашом и задобио уску и неодређену самоуправу за Србију (која је потврђена ферманима тек 1830).

### Стајаћа војска
У то време, сви градови и утврђења у Београдском пашалуку били су у поседу Турака: укупне турске снаге у Милошевој Србији износиле су око 10-11.000 војника. У првих 10 година своје владавине (1815–1825) кнез Милош је располагао само пандурима за полицијску службу, чији број није прелазио неколико стотина људи. Једина оружана сила нове српске државе били су остаци народне војске из Првог устанка: полунаоружани (јер је део оружја предат Турцима, а остало је лежало сакривено: Вук Караџић пише да је у Хаџи-Продановој буни 1814. већина бораца под Милошевом командом имала батине уместо пушака), без топова и утврђења (која су била сва у турским рукама). Када је народна војска током Ђакове буне 1825. прешла на страну побуњеника против Милоша, он је одмах затим формирао зачетак стајаће војске од 1.147 војника (12 чета, по једна у свакој нахији), које је, да не би изазвао реакцију Турака, назвао уписним пандурима. Већ наредне године истичу се уписници у гушењу буне Ђорђа и Марка Чарапића из Великог Потока, после чега се називају званично солдатима - нов корак у поступној еманципацији од Турака. После хатишерифа од 1830, којим је Милошу дато право да држи у својој служби потребан број војника, он је наставио да изграђује стајаћу војску.
Без икаквих прописа, формација, састав и јачина војске често су се мењали по кнежевом нахођењу. Србија је 1838. имала 2 батаљона пешадије (8 чета), два одељења артиљерије (4 батерије), ескадрон коњице и музика - у свему 40 официра, 144 подофицира, 208 коњаника, 195 артиљераца и 1.830 пешака - свега 2.417 људи стајаће војске. Ни гарнизони нису били стални: најјачи су били у Београду, Пожаревцу и Крагујевцу. Постојала је и плаћена гранична стража, која је 1835. имала 628 људи.
Милош је управљао војском преко своје Кнежевске канцеларије; војне послове издвојио је 1836. у новоустројену Војнополицајну канцеларију, из које 1838. настају Главни војни штаб и Главни војни комесаријат као кнежеви извршни војни органи. У међувремену, основане су 4 војне области (команде) у Шапцу, Чачку, Неготину и Крагујевцу, а постепено настају и други зачеци елемената организоване војне силе: чинови, униформе, санитет, касарне, арсенал, и то више по кнежевој вољи неко по плану и прописима. Вежбало се под надзором егзерцирмајстора који су најпре долазили из Аустрије, а после из Русије. У Пожаревцу је 1837. изведен и први маневар (војна вежба) Војни издаци износили су за 1825. годину 37.737 гроша, а отада нагло расту да би, при крају Милошеве владавине, достигли 10 милиона гроша годишње.

### Народна војска
Милош је основао стајаћу (регуларну) војску као подршку свом личном режиму и династији, али је главнину оружаних снага и даље чинила народна војска, која се дизала по потреби, по нахијама и кнежинама (Јасеничани, Гружани, итд). Поводом Градашчевићеве буне у Босни против султанових реформи, Србија је 1828. мобилисала 18.000 пешака и 2.000 коњаника. Наредне године, ради поседања 6 нахија које су враћене Србији Једренским миром (1829), Србија је ставила под оружје 8.540 пешака,1.732 коњаника и 500 коморџија. Један аустријски војни извештај из 1832. цени да би Србија, која је тада имала 600.000-650.000 становника, могла наоружати 40-50.000 људи.

## Занимљивости
Српска устаничка војска је приказана у филмовима Живот и дела бесмртног вожда Карађорђа, Рој (филм), Песма с Кумбаре, Карађорђева смрт, као и у серијама Вук Караџић (ТВ серија), Трагом Карађорђа, Црни Груја, Битка на Чегру (филм) и филму Црни Груја и камен мудрости.